# Altetopfstraße 8
La maison située au Altetopfstraße 8 est un monument historique de la ville de Quedlinbourg, dans le Land de Saxe-Anhalt, en Allemagne.

## Situation
Le bâtiment se trouve au sud de la vieille ville de Quedlinbourg. Il est bordé par les maisons du Altetopfstraße 9 à l'ouest et du Altetopfstraße 7 à l'est, qui sont toutes deux protégées au titre des monuments historiques.
L'édifice du Altetopfstraße 8 est protégé au titre des monuments historiques en tant que maison d'habitation et appartient au patrimoine culturel mondial de l'UNESCO.

## Architecture et historique
Il s'agit d'une maison à colombages à deux étages. Elle a été construite en 1687 par le maître charpentier Martin Lange (de), comme l'atteste une inscription qui figure sur la façade. Son étage inférieur comporte un entresol. Sa façade est ornée de console en bois et de têtes de poutre pyramidales (de). Dans la poutre inférieure de l'étage supérieur sont sculptées plusieurs plantes grimpantes, caractéristiques des constructions de Martin Lange.